# Arenys Residencial
Arenys Residencial – miejscowość w Hiszpanii, w Katalonii, w prowincji Barcelona, w comarce Maresme, w gminie Arenys de Munt.
Według danych INE w 2020 roku liczyła 253 mieszkańców – 122 mężczyzn i 131 kobiet. 